# Са оне стране
Са оне стране је први албум српског Блек метал бенда Хетера. Издат је 2004. године под окриљем One Records. Музика албума се може описати као мешавина Блек метала са Готик метал упливима у музику. Све песме на овом албуму су отпеване на српском језику.

## Списак песама
1. "" – 1:42
2. "" – 4:23
3. "" – 3:53
4. "" – 4:04
5. "" – 4:03
6. "" – 3:21
7. "" – 3:59
8. "" – 3:23
9. "" – 3:36
10. "" – 3:58
11. "" – 1:31

Музику за све песме написао Марко Лазић. 

Осим *, за коју је музику написао Урош Марковић.
Музику за песму „Епитаф“ написали су Марко Лазић и Урош Марковић.

## Састав

### Бенд
- Борис Сумрак – вокал
- Лука Јурашин – гитара
- Марко Лазић – гитара
- Иван Станковић – бас
- Ђорђо Вујчић – бубњеви
- Урош Марковић – клавијатуре

### Сарадници
- Срђан Бранковић – израда омота, снимање, миксовање, продуцирање, "clean" вокал у песми „Лавиринт“
- Мирослав Бранковић – продуцирање
- Владимир Дједовић – клавијатурни соло у песми „Епитаф“